# Molophilus perlucidus
Molophilus perlucidus är en tvåvingeart som beskrevs av Alexander 1950. Molophilus perlucidus ingår i släktet Molophilus och familjen småharkrankar. Inga underarter finns listade i Catalogue of Life.